# هور العوينة
هور العوينة هو هور تابع لهور الحمار، مصدره نهر الغراف، مساحته 15 كيلومتراً مربعاً، في قضاء الشطرة في محافظة ذي قار بجنوب العراق.